# Insta360

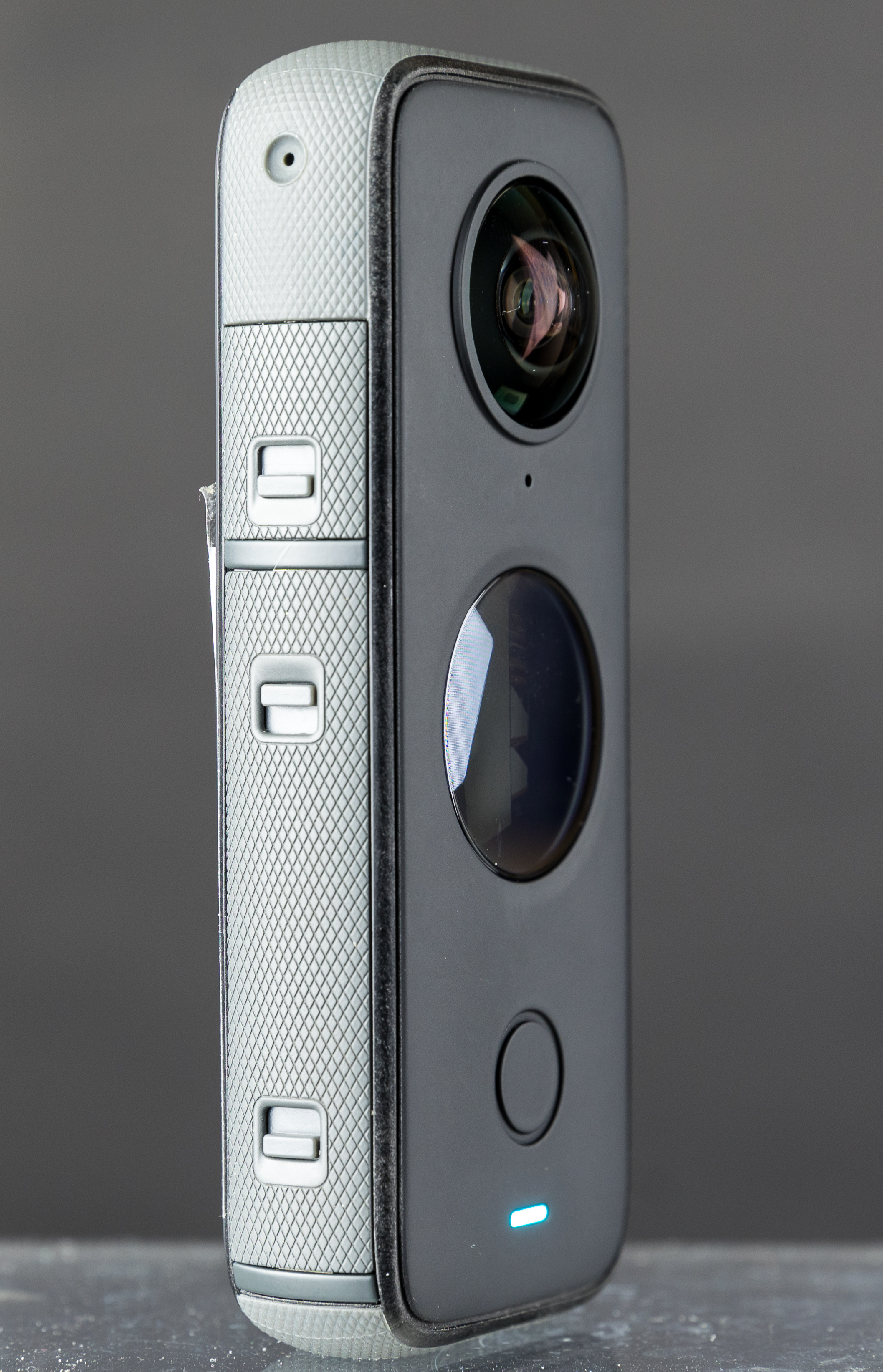
Insta360 One X2

Insta360 (Markenname), in China registriert als Arashi Vision Inc. (chinesisch 影石创新科技股份有限公司), ist ein chinesisches Technologieunternehmen mit deutscher Zweigniederlassung. Es wurde im Jahr 2015 von Liu Jingkang gegründet. Hauptprodukte des Unternehmens sind kompakte Action-Camcorder mit einem Aufnahmewinkel von 360° (omnidirektionale Kameras). Arashi Vision bedient mit Büros in Berlin, Hong Kong, Los Angeles, Shenzhen und Tokio Kunden weltweit.

## Geschichte
Der Firmengründer Liu Jingkang erkannte das Potential von 360° Kameras schon als Informatikstudent beim Besuch eines Konzerts. Damals gab es keine Kameras, die das Konzertgeschehen ganzheitlich erfassen konnten. Liu entwickelte deshalb zunächst eine App und Zubehör für Smartphones, um diese in streamingfähige 360° Kameras zu verwandeln.
Mit der neu gegründeten Firma insta360 begann er dann 360°-Action-Kameras zu entwickeln.
Die Niederlassung in Deutschland wurde am 14. November 2019 als Insta360 GmbH, Berlin, Germany ins Handelsregister eingetragen.
Im Januar 2020 wurde bekanntgegeben, dass in Partnerschaft mit der Leica Camera AG die Insta360 ONE R entwickelt wurde, eine Kamera für 360-Grad-Aufnahmen mit austauschbarem Kameramodul.
Am 11. Juni 2025 fand an der Börse Shanghai Stock Exchange’s STAR Market der Börsengang mit einem Kursanstieg von nahezu 285 % statt. Die Aktien werden unter dem Aktiencode 688775.SH gehandelt.

## Produkte (Auswahl)

### Hobby
Im Juli 2016 kam Insta360 Nano auf den Markt. Der Aufsatz für iPhones erlaubt 360-Grad-Aufnahmen mit einer Auflösung von 3040 × 1520 Bildpunkten, die maximale Blendenöffnung beträgt f2.0 und der eingebaute Akku hat eine Kapazität von 800 mAh.

### Professionell
Die professionelle VR Kamera Insta360 Pro wurde im Januar 2017 vorgestellt. Das System besteht aus sechs Kameras, die horizontal als Ring angeordnet sind und vier Mikrofonen zur Aufzeichnung von Surround-Sound. Die Kamera kostete bei Erscheinen 3500 Euro. Sie hat mehr als 40 Megapixel, um 8K-Auflösung in 2D (Maximale Auflösung: 7680 × 3840 Pixel – Stitching in Echtzeit oder mit Stitching-Software) oder 6K in 3D mit 30 fps aufzeichnen zu können.

### Wettbewerber
Zweiäugige 360°-Kameras für den Massenmarkt werden z. B. auch von den Firmen GoPro (USA),  Ricoh (Japan) oder Samsung (Südkorea) produziert.